# Ron Henry
Ron Henry (Shoreditch, Londres, 17 de agosto de 1934 - Harpenden, 27 de diciembre de 2014) fue un futbolista británico que jugaba en la demarcación de lateral izquierdo.

## Biografía
Debutó como futbolista en 1952 de la mano de Arthur Rowe con el Tottenham Hotspur FC. Tardó un total de nueve años en conseguir su primer título con el club, siendo este la FA Cup, y meses después la Football League First Division, formando parte por lo tanto del equipo que consiguió un doblete. El año siguiente volvió a alzarse con la FA Cup, además de la Community Shield, título que volvió a ganar en 1963. Junto con el club, disputó la Recopa de Europa de 1963, que, tras ganar en la final al Atlético de Madrid por 5-1, se hizo con el título. Finalmente en 1966 colgó las botas.
Falleció el 27 de diciembre de 2014 en Harpenden a los 80 años de edad.

## Clubes
| Club                 | País       | Año         | Partidos | Goles |
| -------------------- | ---------- | ----------- | -------- | ----- |
| Tottenham Hotspur FC | Inglaterra | 1952 - 1966 | 247      | 1     |

## Selección nacional
Jugó un partido con la selección de fútbol de Inglaterra. Fue un partido de clasificación para la Eurocopa 1964, donde jugó en París contra Francia, finalizando el partido por 5-2 a favor del combinado francés.

## Palmarés

### Campeonatos nacionales
| Título                         | Club                 | País       | Año  |
| ------------------------------ | -------------------- | ---------- | ---- |
| Football League First Division | Tottenham Hotspur FC | Inglaterra | 1961 |
| FA Cup                         | Tottenham Hotspur FC | Inglaterra | 1961 |
| FA Cup                         | Tottenham Hotspur FC | Inglaterra | 1962 |
| Community Shield               | Tottenham Hotspur FC | Inglaterra | 1962 |
| Community Shield               | Tottenham Hotspur FC | Inglaterra | 1963 |

### Campeonatos internacionales
| Título           | Club                 | País       | Año  |
| ---------------- | -------------------- | ---------- | ---- |
| Recopa de Europa | Tottenham Hotspur FC | Inglaterra | 1963 |